# Basilikasläktet
Basilikasläktet  (Ocimum) eller basilikor  är ett växtsläkte i familjen kransblommiga växter med 66 arter av ettåriga örter och buskar.   De kommer ursprungligen från tropiska och subtropiska områden i Central- och Sydamerika, Afrika och Asien med flest olika arter i Afrika.
Släktets mest välkända art är basilika (Ocimum basilicum) som är en vanlig kryddväxt.

## Användning
Den mesta basilikan som används är varianter av basilika (Oleum basilicum). Det finns också flera hybrider mellan olika arter.
- Thaibasilika (Oleum basilicum var. thyrsiflora) är vanlig inom thailändsk matlagning; ger stark smak liknande anis.
- Peruansk basilika (Oleum campechianum) är en sydamerikansk art, som använts vid beredningen av ayahuasca, enär den anses motverka de obehagliga syner (hallucinationer), som annars orsakas av ayahuasca.[11] [12]
- Helig basilika Oleum tenuiflorum) är en helig ört i Indien som används i teer, helande-ritualer och kosmetika. Den vördas som kär av Vishnu i vissa delar av Vaishnavismen, och används också inom en del thailändsk matlagning.
- Ocimum × citriodorum är en hybrid mellan kamferbasilika (Oleum americanum) och basilika (Oleum basilicum). Används i matlagning för sin citronliknande smak.
- Ocimum centraliafricanum används som indikatorväxt för att påvisa koppar.

## Arter
Enligt både Catalogue of Life och The Plant List ingår följande 66 arter i släktet: 

- Ocimum africanum
- Ocimum albostellatum
- Kamferbasilika
(Ocimum americanum)
- Ocimum amicorum
- Ocimum angustifolium
- Basilika
(Ocimum basilicum)
- Ocimum burchellianum
- Peruansk basilika
(Ocimum campechianum)
- Ocimum canescens
- Ocimum centraliafricanum
- Ocimum circinatum
- Ocimum coddii
- Ocimum cufodontii
- Ocimum dambicola
- Ocimum decumbens
- Ocimum dhofarense
- Ocimum dolomiticola
- Ocimum ellenbeckii
- Ocimum empetroides
- Ocimum ericoides
- Ocimum filamentosum
- Ocimum fimbriatum
- Ocimum fischeri
- Ocimum flexuosum
- Ocimum formosum
- Ocimum forskoelei
- Ocimum fruticosum
- Ocimum grandiflorum
- Nejlikbasilika
(Ocimum gratissimum)
- Ocimum hirsutissimum
- Ocimum irvinei
- Ocimum jamesii
- Ocimum kenyense
- Bergbasilika
(Ocimum kilimandscharicum)
- Ocimum labiatum
- Ocimum lamiifolium
- Ocimum masaiense
- Ocimum mearnsii
- Ocimum metallorum
- Ocimum minimum
- Ocimum minutiflorum
- Ocimum mitwabense
- Ocimum monocotyloides
- Ocimum motjaneanum
- Ocimum natalense
- Ocimum nudicaule
- Ocimum nummularia
- Ocimum obovatum
- Ocimum ovatum
- Ocimum pseudoserratum
- Ocimum pyramidatum
- Ocimum reclinatum
- Ocimum serpyllifolium
- Ocimum serratum
- Ocimum somaliense
- Ocimum spectabile
- Ocimum spicatum
- Helig basilika
(Ocimum tenuiflorum)
- Ocimum transamazonicum
- Ocimum tubiforme
- Ocimum urundense
- Ocimum vandenbrandei
- Ocimum vanderystii
- Ocimum verticillifolium
- Ocimum viphyense
- Ocimum waterbergense

## Bilder

För förstoring: vänsterklicka på bilden
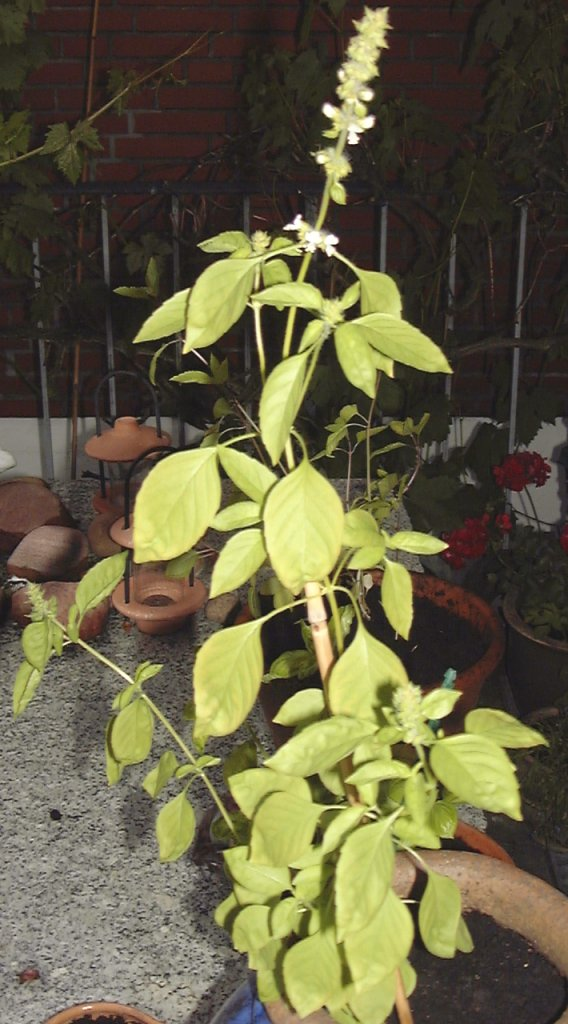
Kamferbasilika (Ocimum americanum)
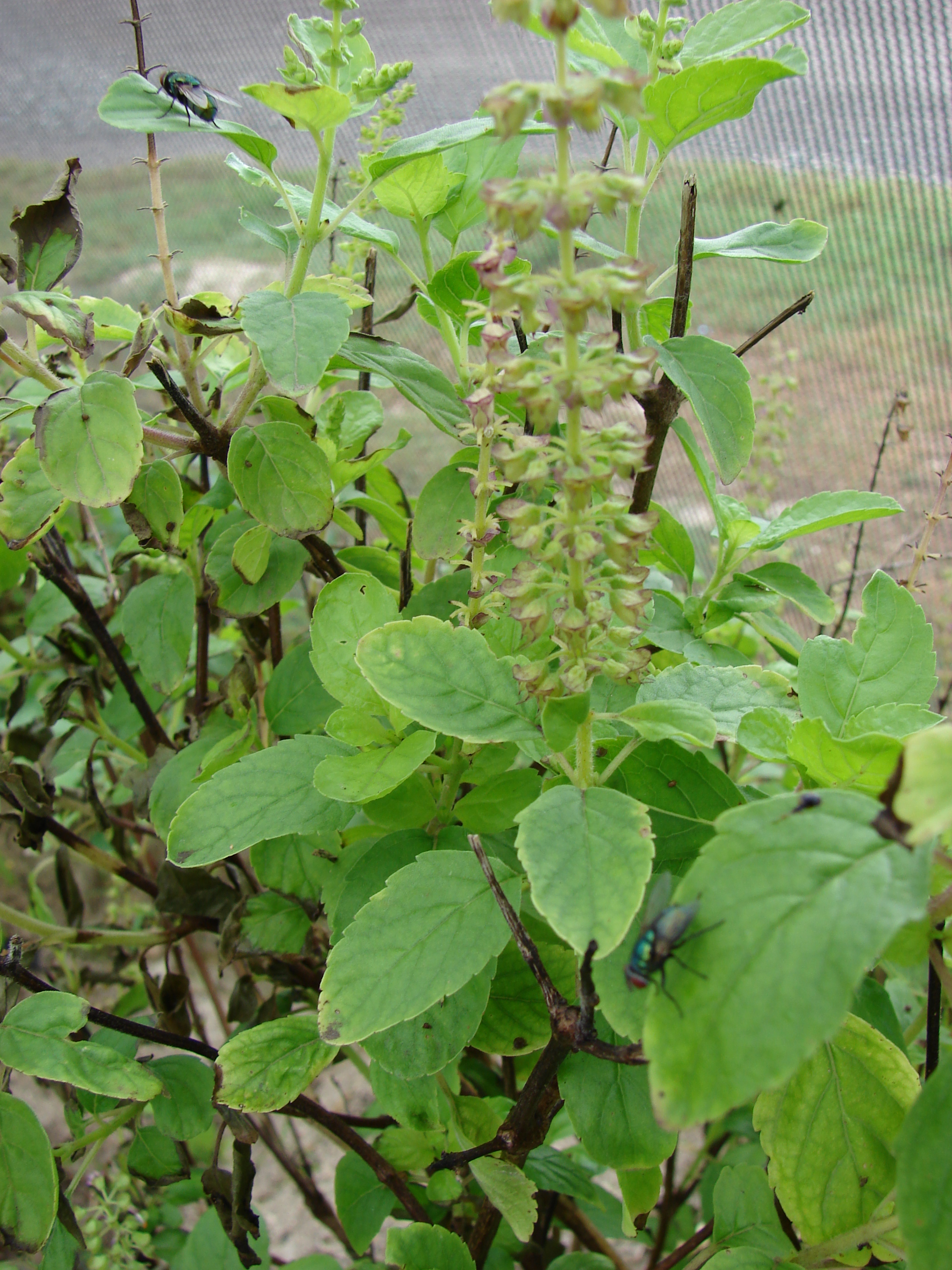
Basilika (Ocimum basilicum)
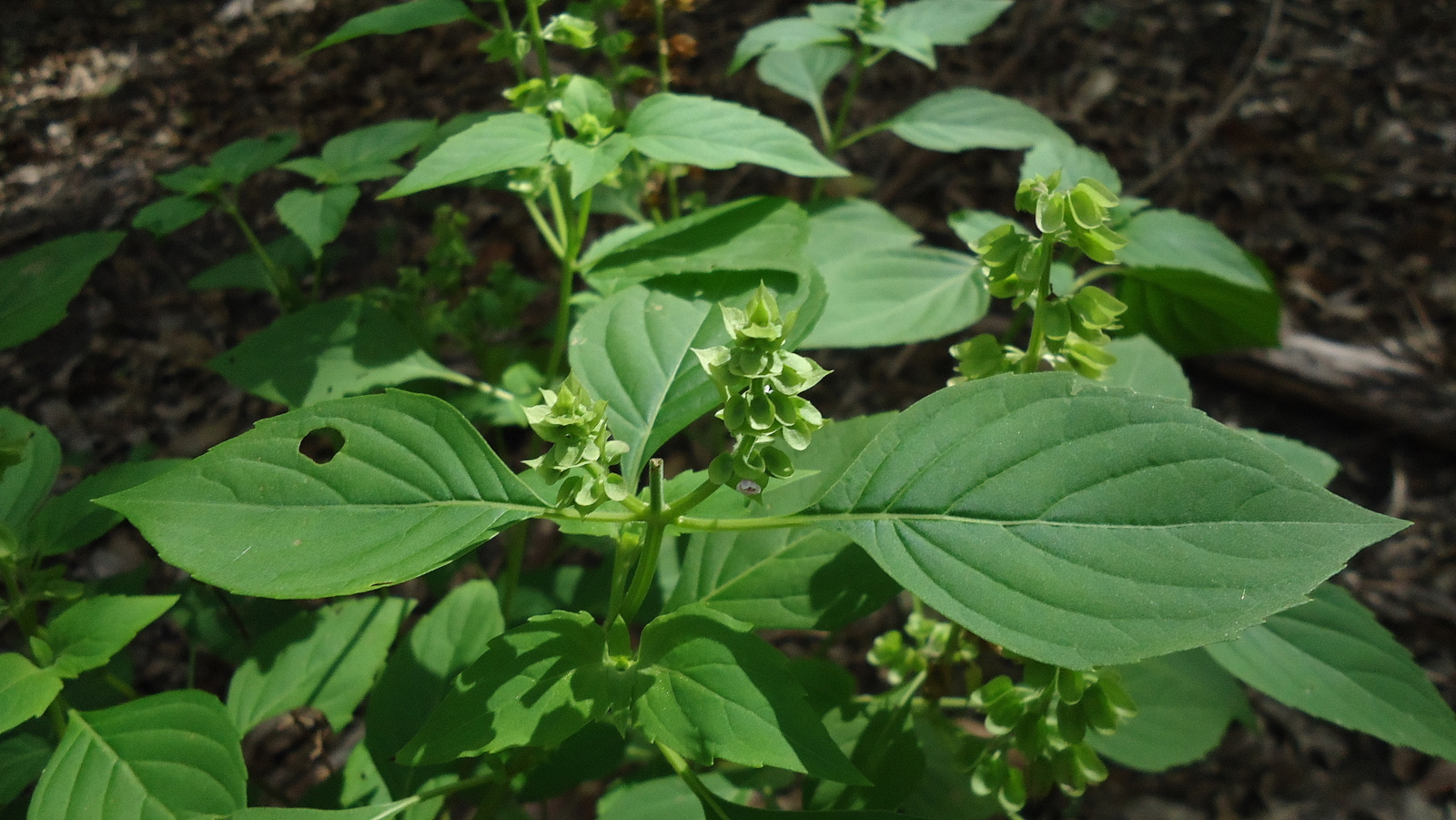
Peruansk basilika (Ocimum campechianum)
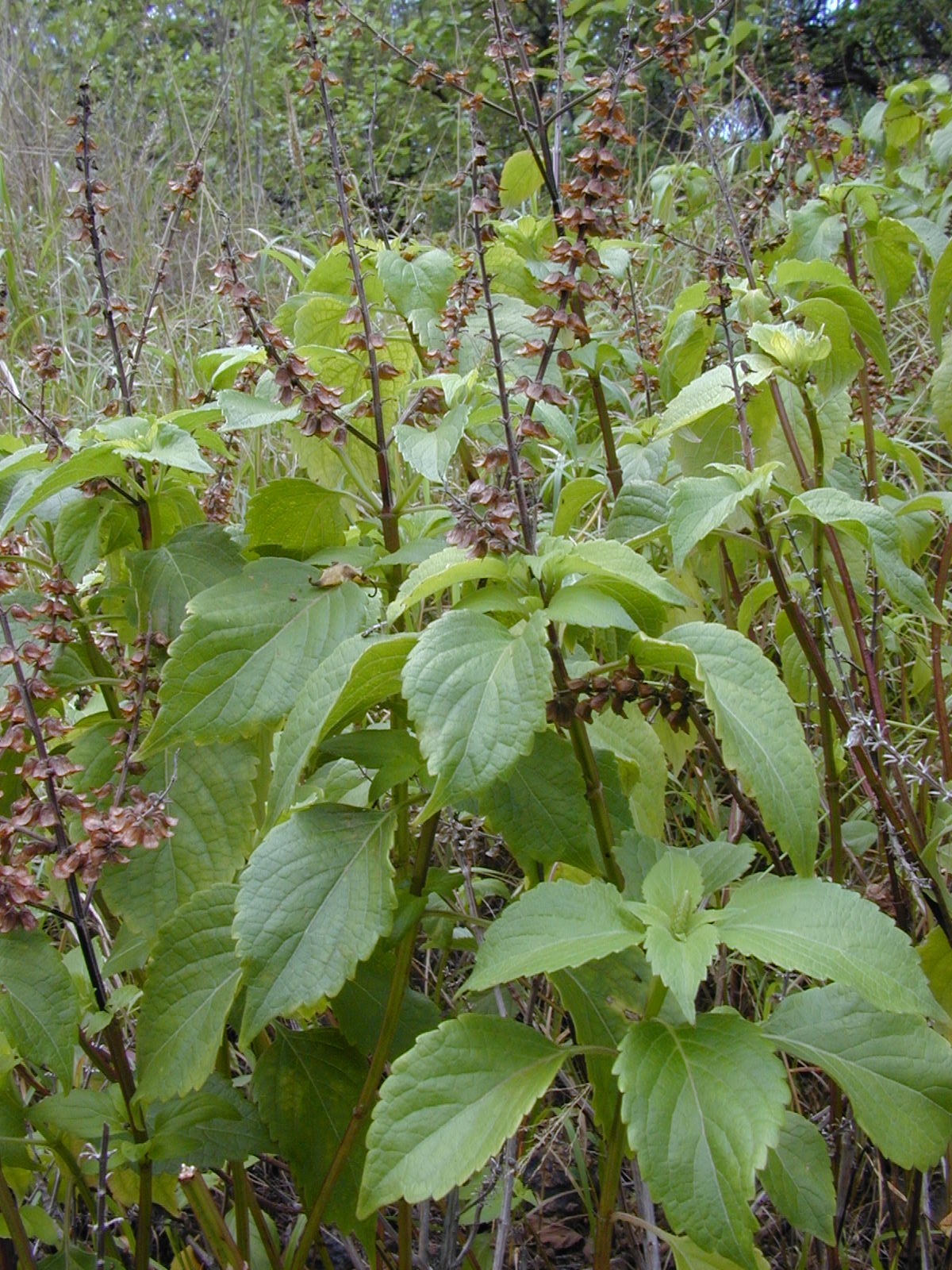
Nejlikbasilika (Ocimum gratissimum)
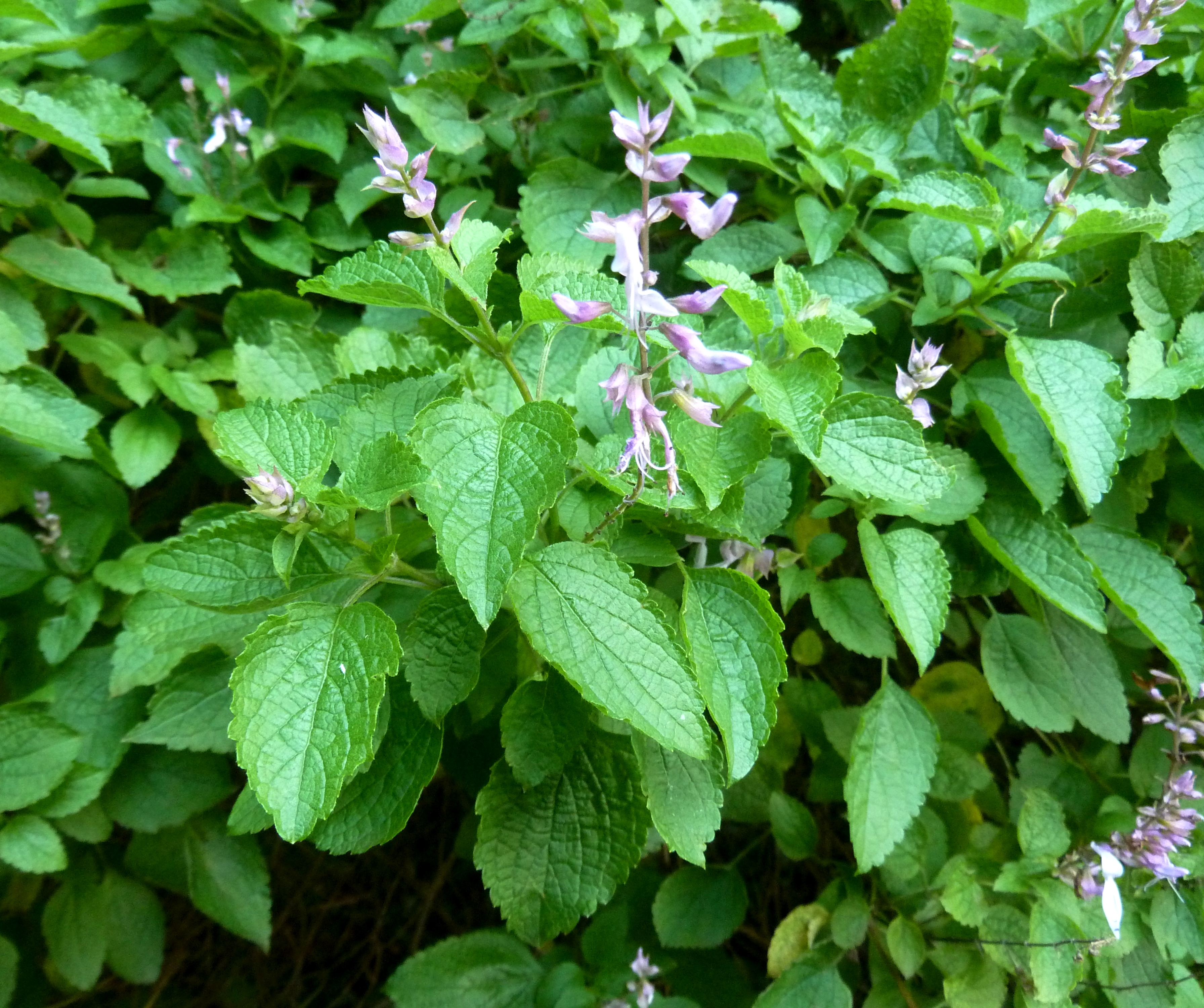
(Ocimum labiatum)
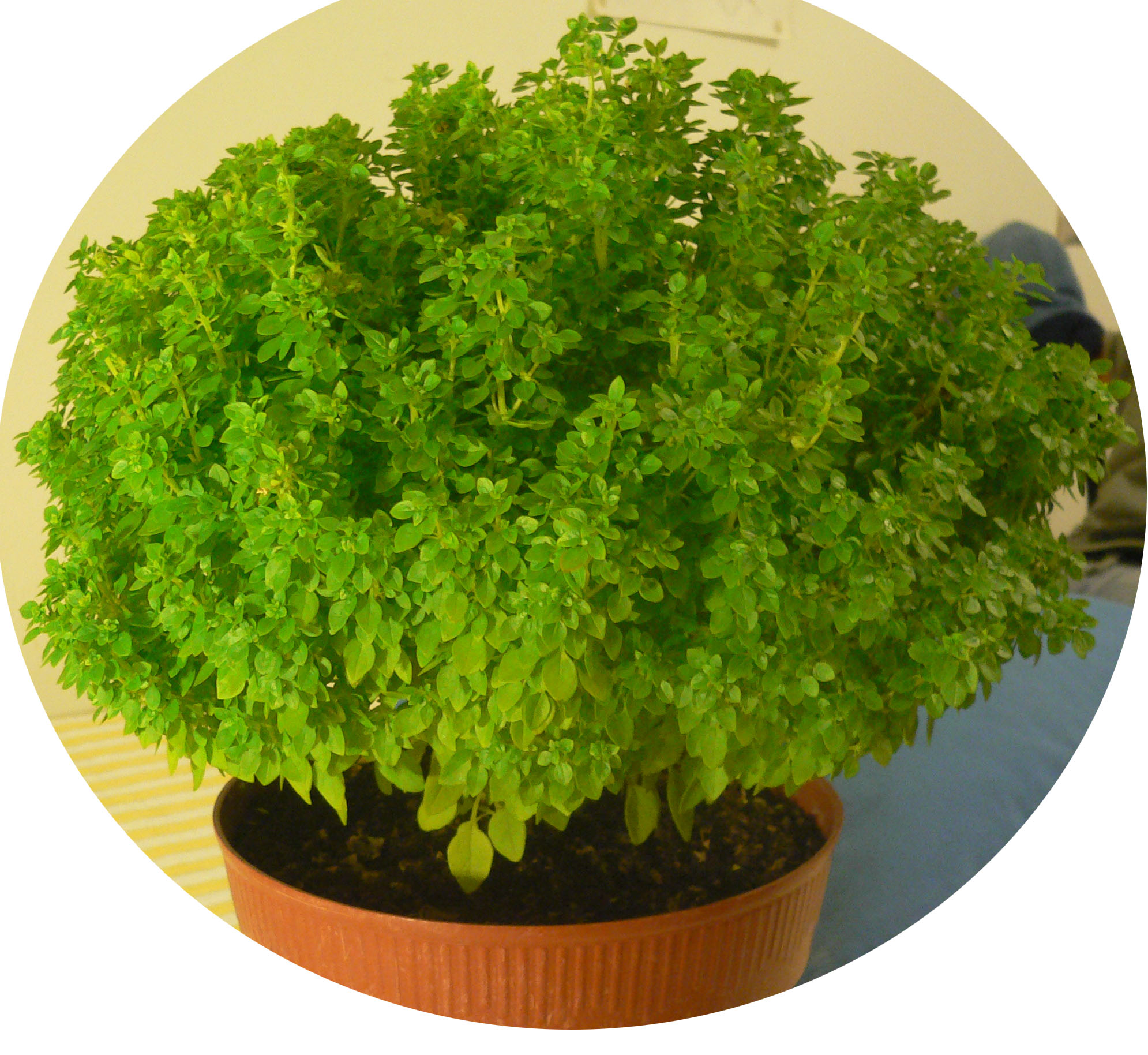
Småbladig basilika (Ocimum minimum)
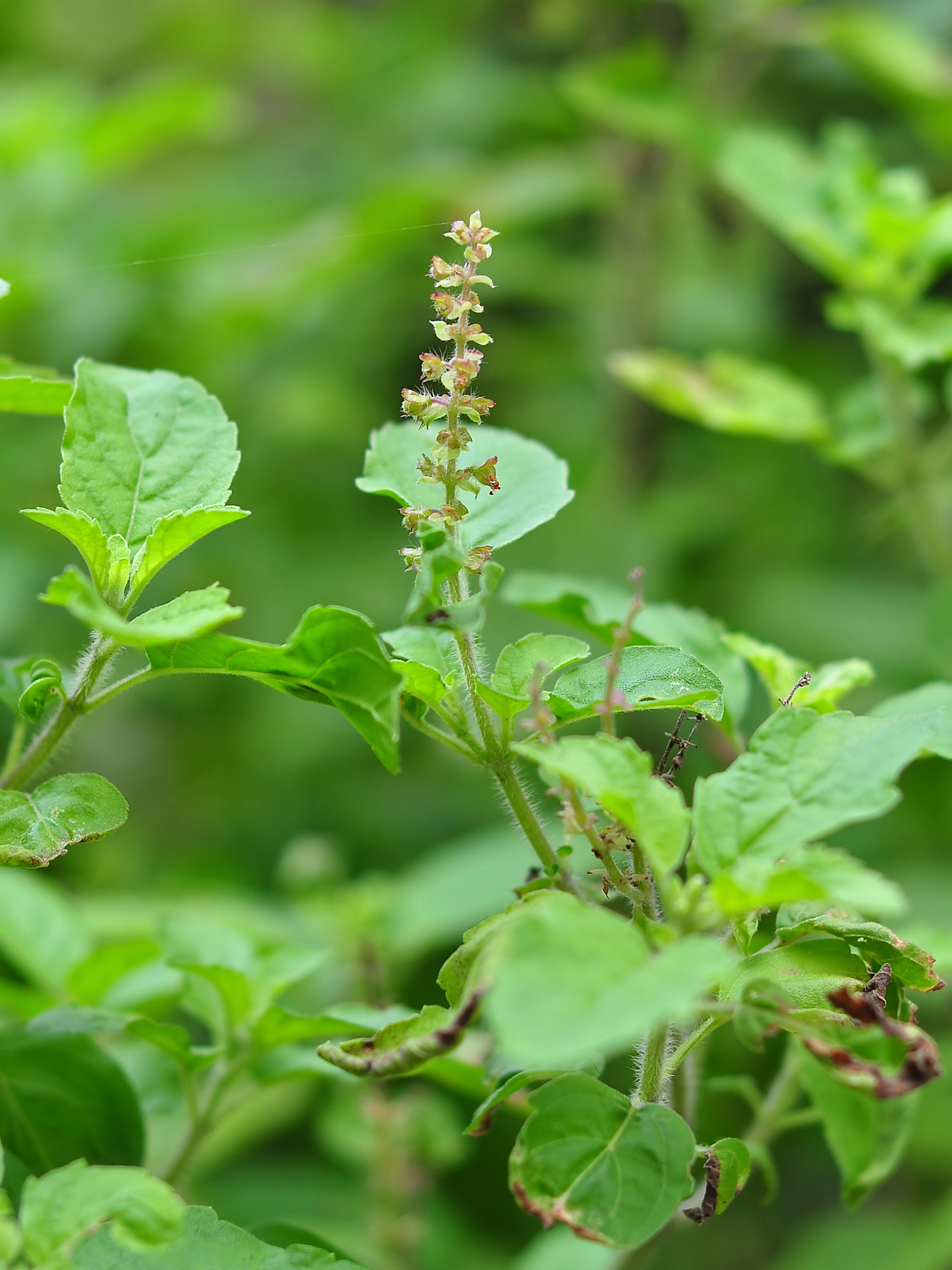
Helig basilika (Ocimum tenuiflorum)
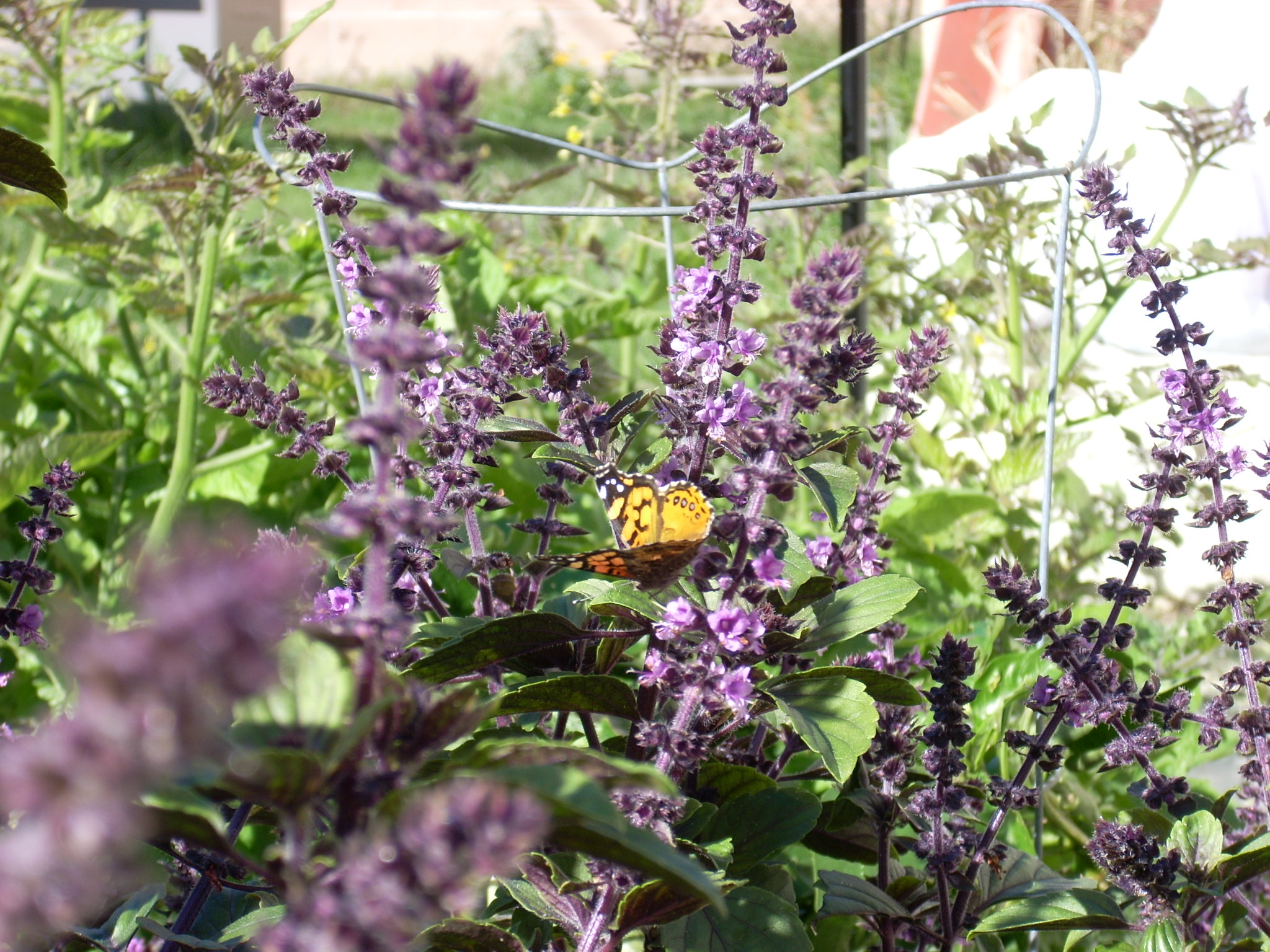
Bergbasilika (Ocimum kilimandscharicum)